# 小卡诺瓦河
小卡诺瓦河是俄亥俄河的一条支流，全长169英里(269公里)，在美国西弗吉尼亚州的西部，水域面积2,320mi² (6,009km²)